# Petr Parléř
Petr Parléř, německy Peter Parler (1332 nebo 1333 Kolín nad Rýnem nebo Švábský Gmünd – 13. července 1399 Praha), byl německo-český architekt, stavitel, kameník, sochař a řezbář, nejvýznamnější představitel rodiny Parléřů. Patří mezi nejvýraznější umělce evropské vrcholné gotiky vůbec, působil převážně v českých zemích.

## Životopis
Jeho otcem byl stavitel Heinrich Parler. Výraz parler (z latinského „parlerius“, tj. doslova „mluvčí“) ve středověké němčině znamenal palír, tj. vedoucí stavby nebo také ten, který členům stavební huti vysvětluje záměry vedoucího mistra, tj. v dnešním slova smyslu tedy něco jako stavbyvedoucí. Hutě, v nichž členové rozvětvené rodiny působili (Petrův bratr Michael Parler pobýval i v Čechách a dalším bratrem byl Johann Parler der Ältere), byly po celé Evropě – v Norimberku, Kolíně nad Rýnem, Vídni, Basileji, Ulmu, Záhřebu a na dalších místech. Vzdělání získal v huti svého otce, jenž vedl stavbu kostela svatého Kříže (Heiligkreuzmünster) v Švábském Gmündu, nejstarší halový chrám na území jižního Německa, nazývaný též mariánským chrámem (Frauenkirche).
Od roku 1336 stavěl Heinrich Parler také dóm v Augsburgu. Ve svých dvaceti letech pracoval Petr Parléř v této huti na stavbě kostela Panny Marie v Norimberku, jehož západní část založil Karel IV. Působil i na stavbě katedrály v Kolíně nad Rýnem, odkud si přivezl svoji první ženu, dceru kolínského kameníka Hamma. Doložen je i jeho pobyt při stavbě katedrály ve Štrasburku.
S Karlem IV. se setkal na stavbě v Švábském Gmündu pravděpodobně v létě 1353. Po smrti Matyáše z Arrasu pokračoval od roku 1356 ve stavbě katedrály sv. Víta. Původní plány přepracoval, vystavěl chór katedrály, který překlenul síťovou klenbou, kapli sv. Václava, sakristii a věž. Kromě katedrály projektoval a podílel se na stavbě dalších památek. Byl to především kamenný most přes Vltavu (později nazvaný Karlův), Staroměstská mostecká věž a kaple Všech svatých na Pražském hradě; mimo Prahu pak kostel svatého Bartoloměje v Kolíně a kostel sv. Barbory v Kutné Hoře.
V Praze si Parléř zakoupil dům na Hradčanech v dnešní Loretánské ulici, a později i další nemovitosti. Stal se respektovaným mistrem a váženým měšťanem. Byl zvolen městským radním (konšelem) hned ve dvou pražských městech – na Hradčanech a na Starém městě pražském. Stál v čele významné císařské stavební huti, kterou založil Matyáš z Arrasu. V jeho díle do roku 1406 pokračoval syn Jan, který huť vedl od roku 1398. Druhý syn Václav po vyučení v otcově huti v roce 1397 převzal řízení stavby jižní věže katedrály a později se stal vedoucím huti při stavbě Svatoštěpánského dómu ve Vídni. Ještě roku 1403 byl uváděn jako mistr na stavbě jižní věže dómu. Od roku 1402 byl v písemném styku se staviteli katedrály v Miláně, uváděn jako Maestro Wenceslao de Praga.
Po Janově smrti převzal pražskou huť mistr zvaný Petrlík. Parléřovská huť v Čechách zanikla kolem roku 1419 v době husitských válek, i když určitá aktivita pod vedením mistra Petrlíka, jenž zemřel roku 1454, je zaznamenána při stavbě věže a trojlodí pražské katedrály ještě ve třicátých letech 15. století. Je pohřben v katedrále sv. Víta.

### Rodina Parléřů

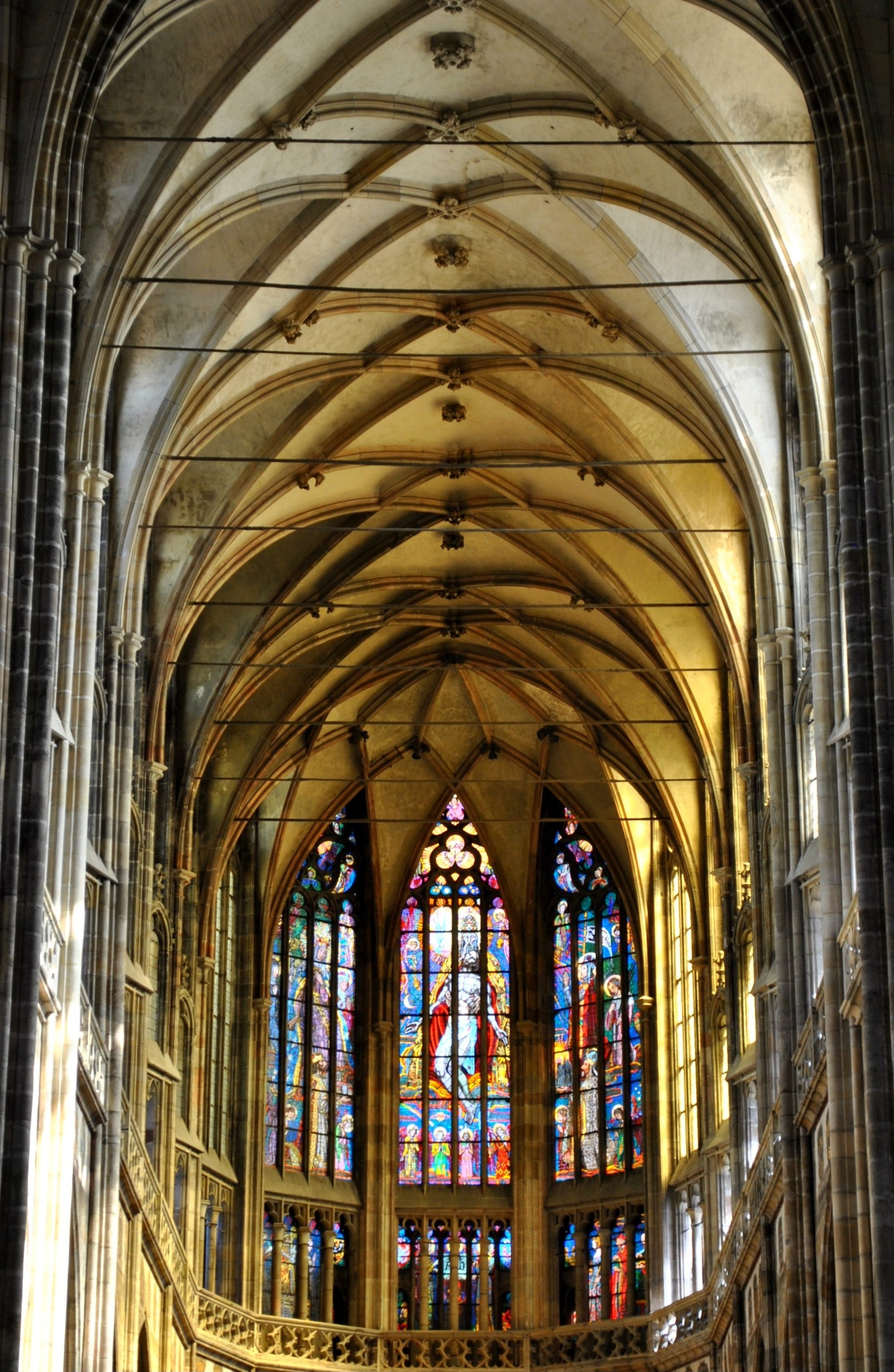
Síťová klenba pražské katedrály od Petra Parléře.

- Heinrich von Gmünd (Heinrich Parler) (přibl. 1300–1387, 1377 je uváděn Heinrich Parler v Ulmu)
- Johannes von Gmünd (Jan Parléř starší) (1330 – po 1359), nejstarší syn Heinricha

synové Jana Parléře staršího patrně Mistr Michael von Freiburg, Mistr Johann von Freiburg
synem Johanna von Freiburg patrně Mistr Pietro di Giovanni
- Jindřich IV. Parléř (Henricus Parlerius), syn Johannese von Gmünd (Jana Parléře staršího), synovec Petra Parléře[4]
- Michael Parléř (??), syn Heinrichův
- Petr Parléř (1332–1399), syn Heinrichův

#### Potomci Petra Parléře
první manželka Gertruda, dcera kameníka Bartoloměje z Hammu
- Jan (Johann) Parléř (1359–1406), s manželkou Kateřinou Helenou měl syny Václava, Benedikta, Jana[5]
- Václav (Wenzel) Parléř (1357–1404)
- Mikuláš Parléř, univerzitní mistr, lékař a kanovník pražské metropolitní kapituly (doložený mezi lety 1387–1403)[6]
- 1. dcera, provdána za pražského zlatníka
- 2. dcera provdána za Michaela Savojského z Kolína nad Rýnem

druhá manželka Alžběta de Bur
- Janek Parléř
- Pavel Parléř

## Sochařské dílo Petra Parléře (a huti)

### Kamenné sochy

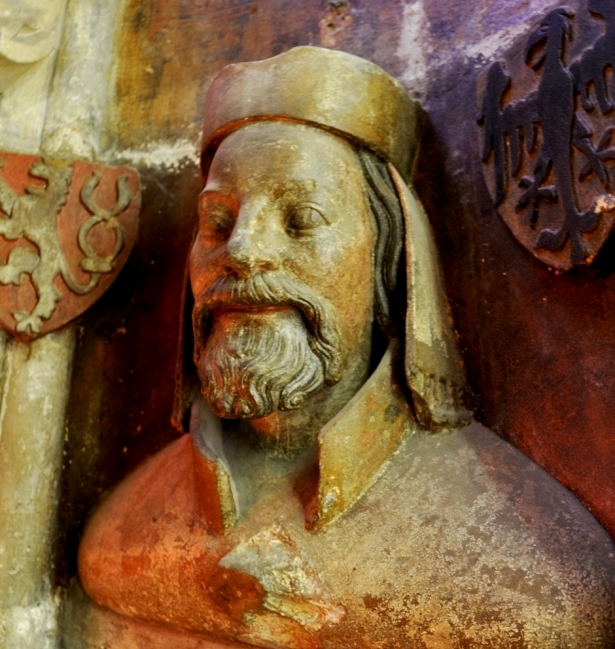
Busta Karla IV. v triforiu pražské katedrály

- 1360 Madona vratislavská (opuka, polychromie), Muzeum Narodowe, Varšava
- 1360–70 Pieta z kláštera sv. Jiří (opuka, polychromie), silně poškozeno, sbírka Pražského hradu
- 1377 Náhrobek Přemysla Otakara I. (opuka), katedrála sv. Víta, Praha
- 1377 Náhrobek Přemysla Otakara II. (opuka), katedrála sv. Víta, Praha[7]
- 1378–79 21 bust triforia, katedrála sv. Víta, Praha
- 1380–1400 Staroměstské věže Karlova mostu: sochy východní fasády: sv. Prokop/nebo sv. Vojtěch, sv. Zikmund, lev, Karel IV. s císařskou korunou říše římské, sv. Vít a Václav IV. s českou královskou korunou, dvojice erbovních štítů (říšský orel a český lev) s helmem (pískovec, nepatrné zbytky polychromie), originály v Lapidáriu Národního muzea

### Dřevořezby
- 1360–1380 Kladská madona

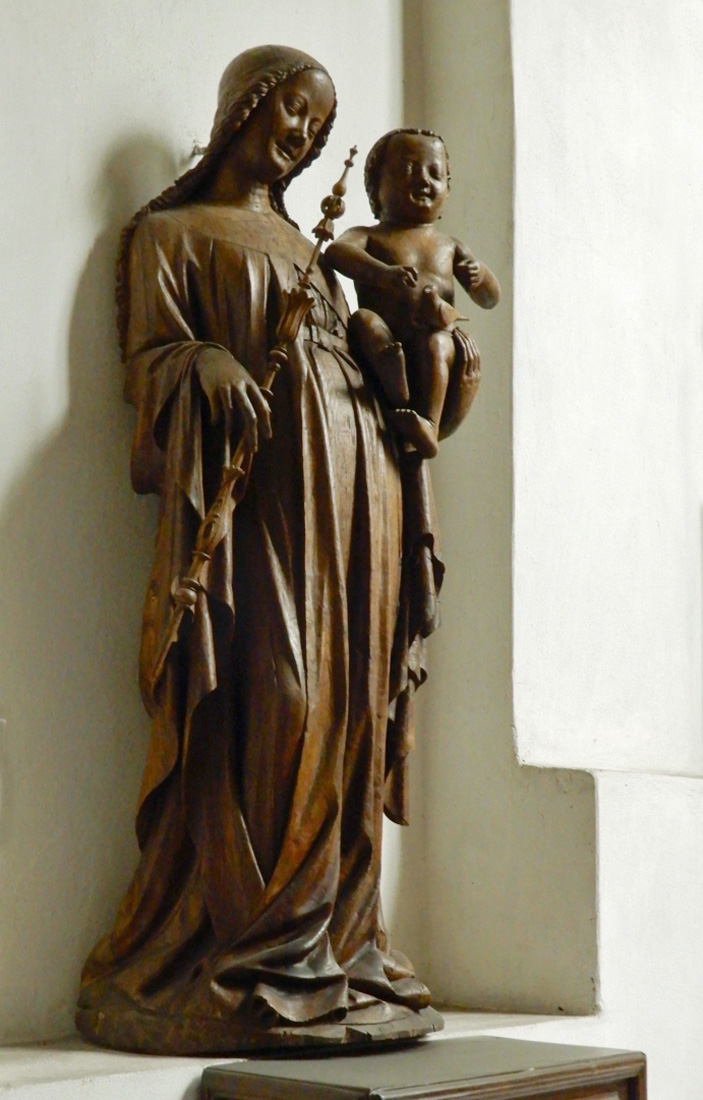
Gotická madona ve farním kostele Nanebevzetí Panny Marie, Kladsko

- 1380–1390 Světice z Dolní Vltavice
- 1395–1415 rám s medailony Madony svatovítské
- Sv. Václav, AJG Hluboká
- Kristus Vítězný ze Zálezlic
- torzo světce ze Strakonic, Národní galerie v Praze
- Madona Konopišťská
- Sv. Mikuláš z Vyššího Brodu
- Sv. Ludvík z Toulouse (okruh)
- Sv. Kunhuta ze Stanětic (okruh)
- Sv. Mikuláš a Kristus Bolestný na Karlštejně (okruh)

## Významná stavební díla parléřovské huti
- Praha, katedrála sv. Víta
  - chór, sakristie a věž
  - kaple svatého Václava
  - Zlatá brána
- Pražský hrad, kaple Všech svatých
- Praha, Karlův most[8] včetně Staroměstské mostecké věže s unikátní sochařskou výzdobou
- Karlštejn, dostavba hradu
- Praha, Staroměstská radnice, kaple, kamenická výzdoba
- Praha, Karolinum, gotický arkýř
- Praha, Kostel Matky Boží před Týnem
- Kolín, Kostel sv. Bartoloměje
- Kutná Hora, Chrám sv. Barbory

### Architektonické návrhy
- Petr Parléř: Kresba chóru a půdorysu západní fasády katedrály sv. Víta (černý inkoust na pergamenu, 132 × 52,5 cm), Kupferstichkabinett, Akademie der Bildenden Künste, Vídeň
- Petr Parléř: Kresba jižní věže katedrály sv. Víta (černý inkoust na pergamenu, 106 × 93 cm), Kupferstichkabinett, Akademie der Bildenden Künste, Vídeň[9]